# Rivière Bois Bananes
La rivière Bois Bananes est un cours d'eau de Basse-Terre en Guadeloupe se jetant dans la rivière Bras de Sable.

## Géographie
Longue d'environ 5 km, la rivière prend sa source à 658 m d'altitude entre les lieux-dits Désirade et Richard dans la forêt départementalo-domaniale. Peu après la réception de deux ravines sans nom, elle tombe dans le vide et forme alors la cascade de Bois Bananes. Elle reçoit ensuite son bras gauche qui l'alimente fortement en eau puis se jette à environ 78 m d'altitude dans la rivière Bras de Sable.

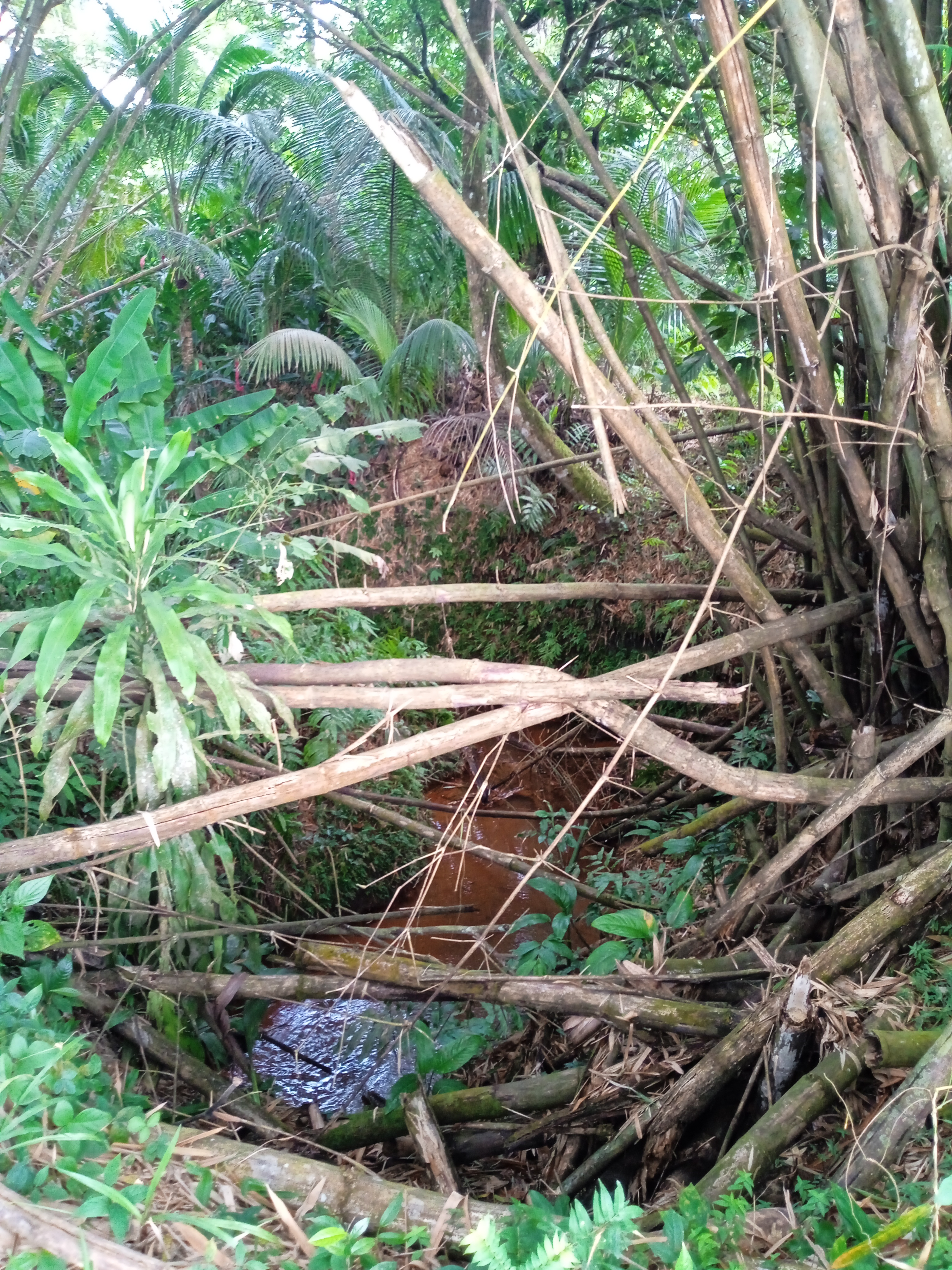
Une des ravines de la rivière de Bois Bananes.
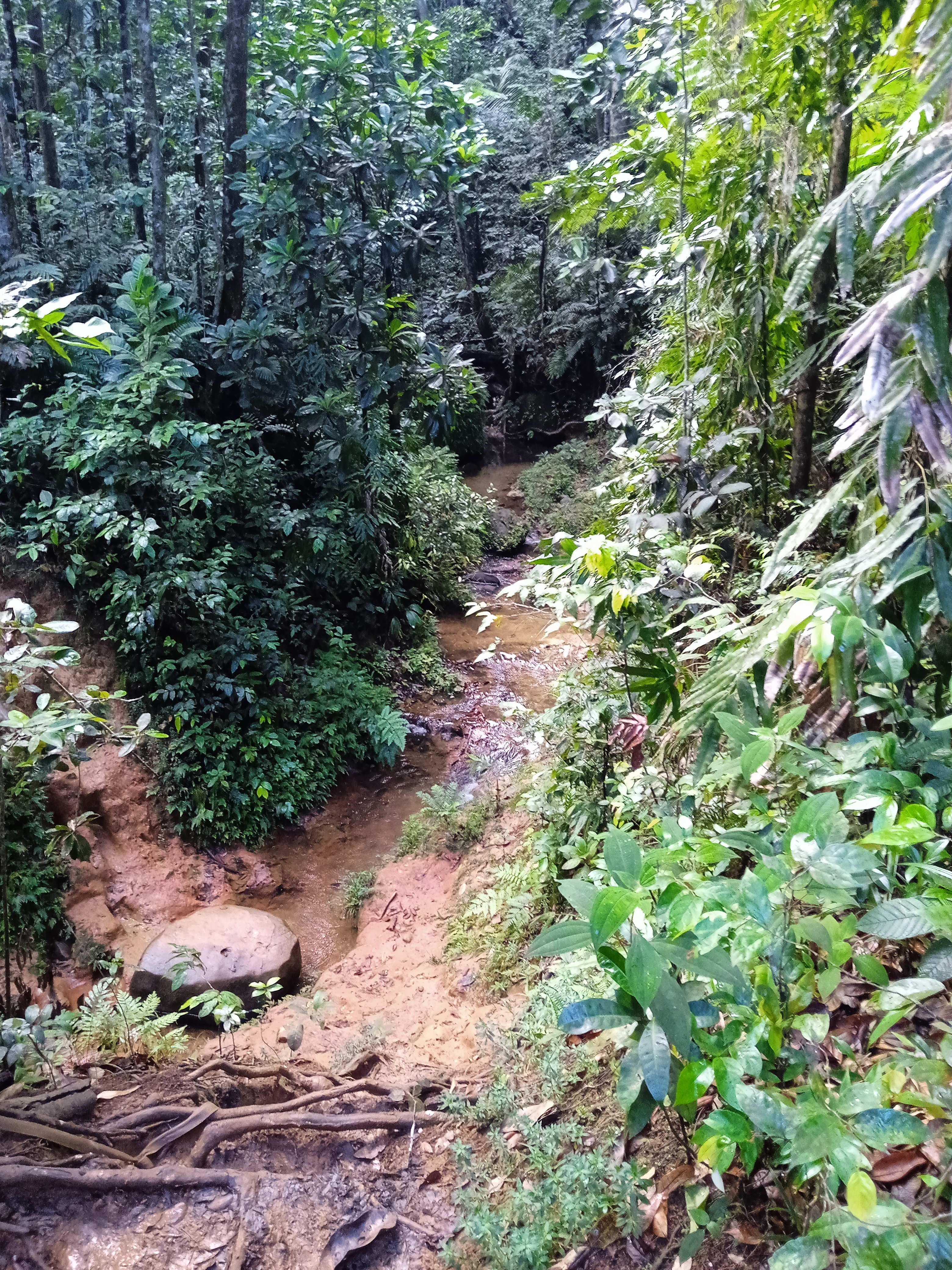
Autre ravine de la rivière de Bois Bananes.
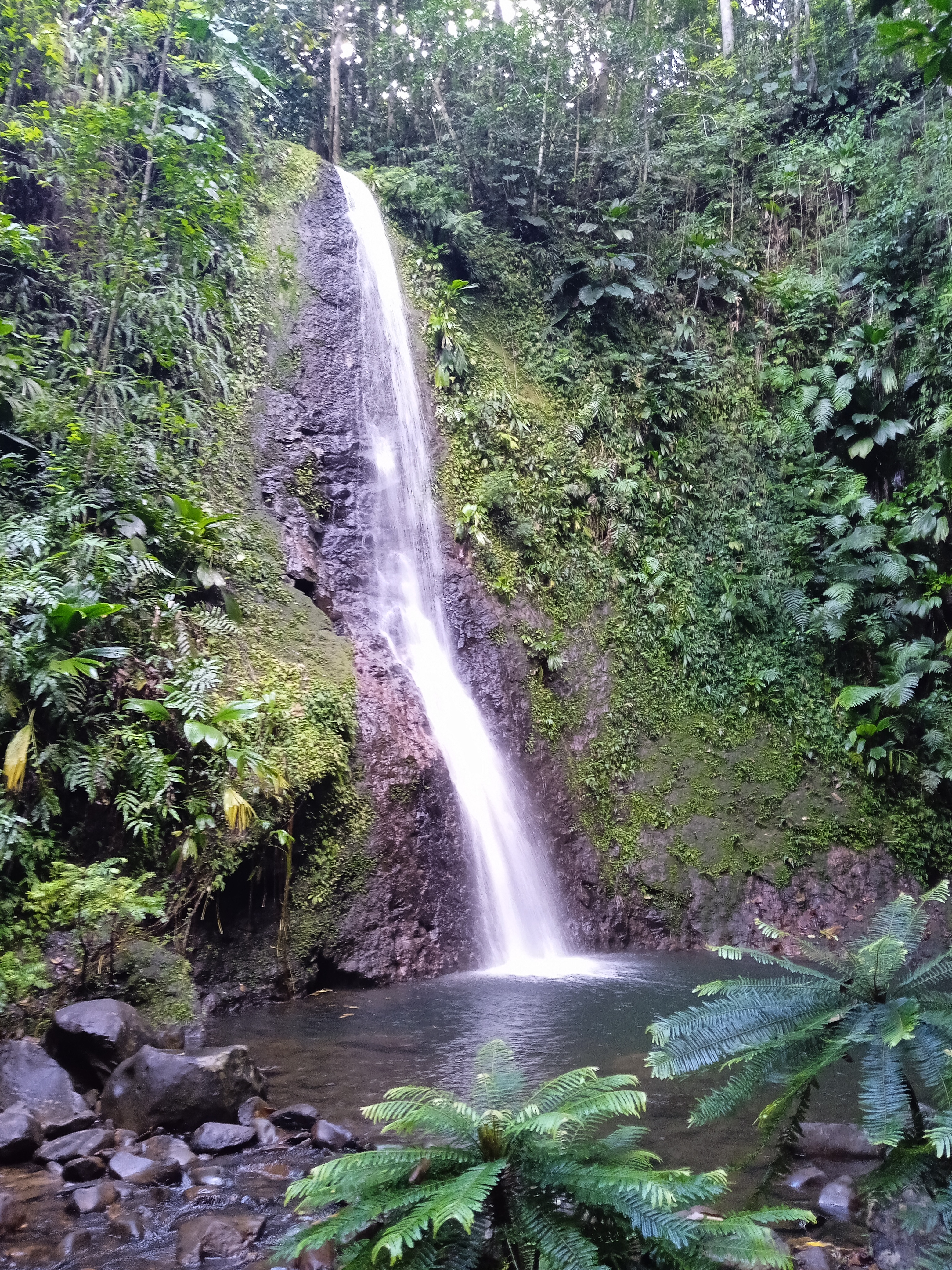
Cascade de Bois Bananes